# Political action committee

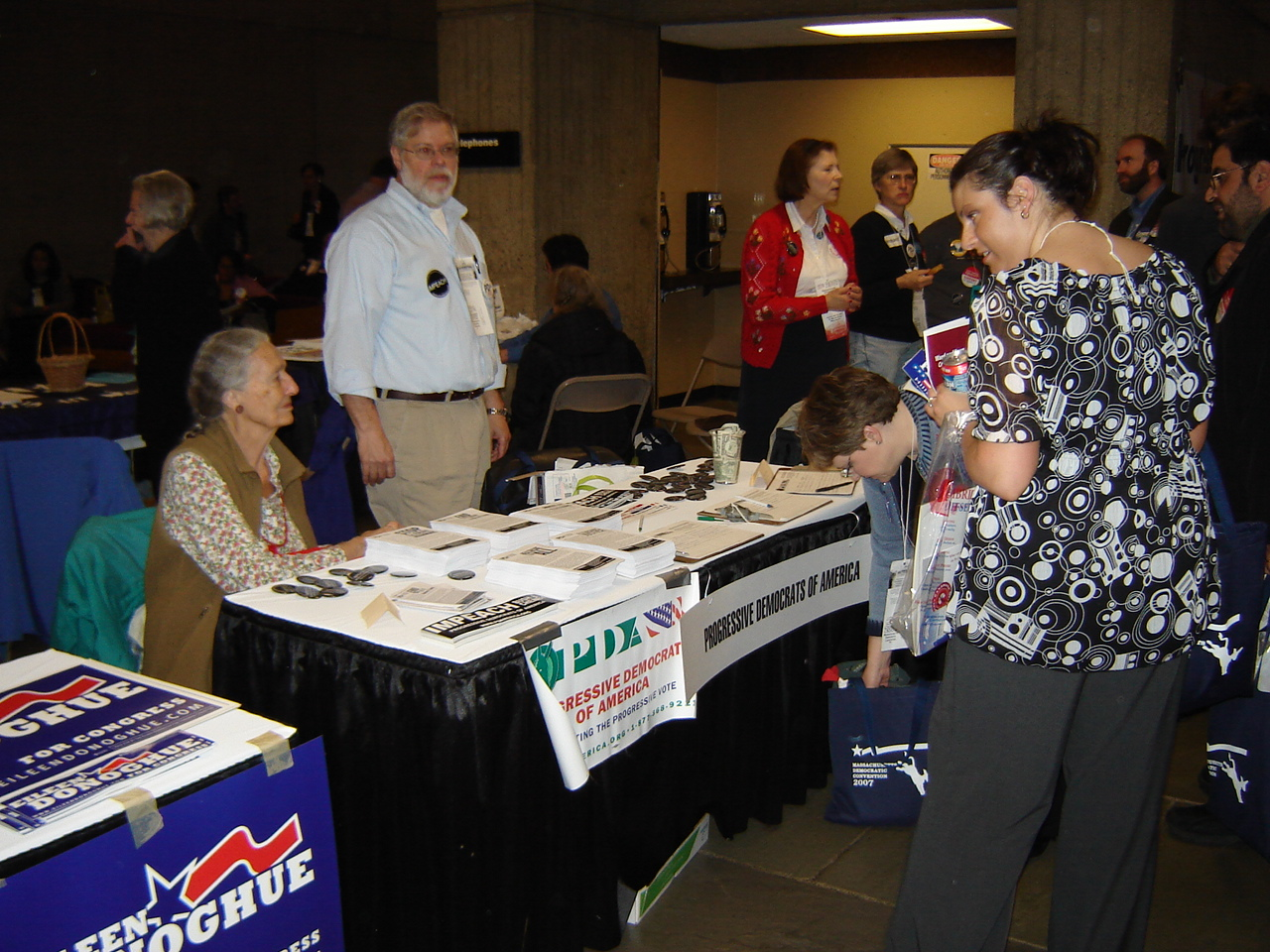
Un esempio del momento della raccolta di un PAC

Presente negli Stati Uniti e in Canada un political action committee (PAC) è un comitato che raccoglie fondi tra i propri membri per effettuare donazioni a sostegno o per ostacolare candidati, referendum o iniziative legislative. Tra i più importanti sono quelli creati per il sostegno a un candidato alla presidenza degli Stati Uniti d'America.
A livello federale qualsiasi organizzazione di raccolta fondi diventa un PAC quando essa riceve o spende più di 1.000 dollari per influenzare l'esito di una elezione o di una votazione. I PAC sono registrati presso la Federal Election Commission. A livello di singolo Stato i PAC sono regolati dalle leggi elettorali locali.

## Storia

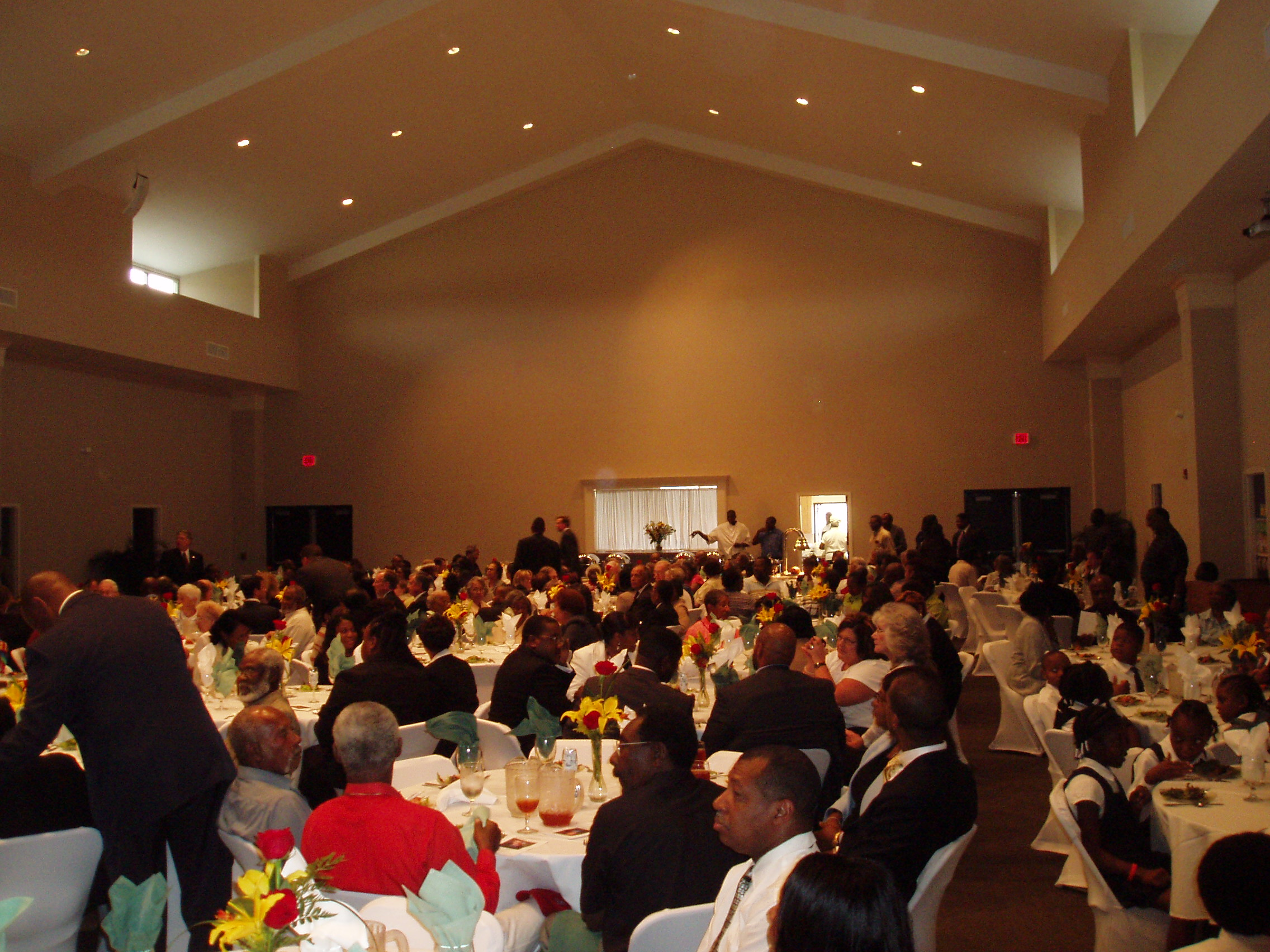
Uno degli esempi della cena di PAC

Il primo PAC è stato creato dal Sindacato nel luglio del 1943, il CIO-PAC (Congress of Industrial Organizations - Political Action Committee) con l'obiettivo di sostenere la quarta candidatura alla presidenza di Franklin Delano Roosevelt alle elezioni del novembre 1944 e i candidati cosiddetti pro-labor. Alla presidenza del Comitato si insediò Sidney Hillman, capo dell'organizzazione sindacale Amalgamated Clothing Workers of America.
I comitati di sostegno elettorale dei singoli candidati, formula risalente agli anni trenta, erano assai poco sviluppati al momento dell'approvazione della legge del 1971 in materia di finanziamento alle campagne elettorali per le elezioni federali, promossa dall'amministrazione Nixon. Questa nuova legge serviva ad introdurre elementi di trasparenza e di garanzia contro eventuali abusi nel finanziamento dei candidati ad incarichi politici federali, ma, dopo lo scandalo Watergate (che finì per coinvolgere e costringere alle dimissioni il presidente repubblicano Nixon), nel corso del 1974 venne ulteriormente emendata e resa più stringente dal Congresso a maggioranza democratica. Con questa nuova normativa, però, alla lunga si consolidò anche la tendenza alla personalizzazione della politica e si accentuò il decentramento del finanziamento per le campagne elettorali per il Congresso e per gli altri incarichi pubblici federali. In questo modo i PAC, per ironia della sorte, divennero così strumenti degli interessi economici forti e legalizzarono l'entrata del grande affarismo sulla scena politica americana.

## Tipologie di PAC

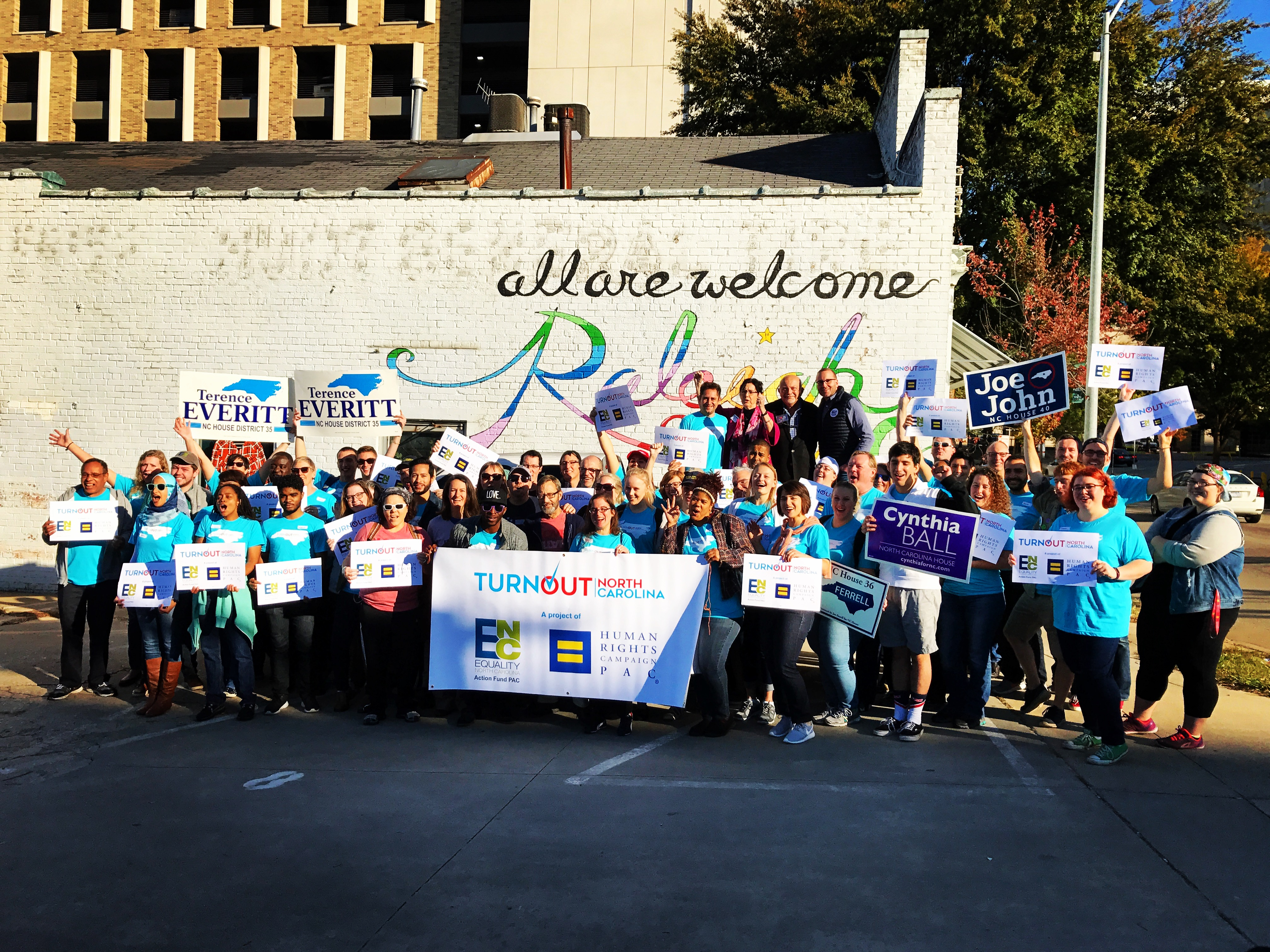
Il PAC più conosciuto negli USA è il Human Rights Campaign PAC

La legislazione qualifica specifiche tipologie di PAC: i "Separate Segregated Funds - SSF", i "Non-Connected Committees" e gli "Independent-expenditure only Committees - Super PAC". A questi si aggiungono i "Political Committees with non-contribution accounts - Hybrid PAC".
La differenza tra i SSFs e i Non-Connected PAC riguarda il perimetro dei potenziali sottoscrittori. Nel primo caso la raccolta deve essere limitata agli sponsor del PAC, ad esempio imprese, sindacati, ecc., mentre i secondi possono rivolgersi liberamente a qualsiasi entità o cittadino.